# Hubertus Schoeller
Hubertus Schoeller (* 28. Mai 1942 in Düren) ist ein deutscher Kunstsammler und -stifter sowie ehemaliger Galerist. Seine Galerie Schoeller in Düsseldorf war auf Konkrete Kunst spezialisiert. Nach der Auflösung seiner Galerie brachte Schoeller große Teile seiner Kunstsammlung in die Hubertus-Schoeller-Stiftung ein, die seitdem dauerhaft dem Leopold-Hoesch-Museum in Düren zur Verfügung steht.

## Leben

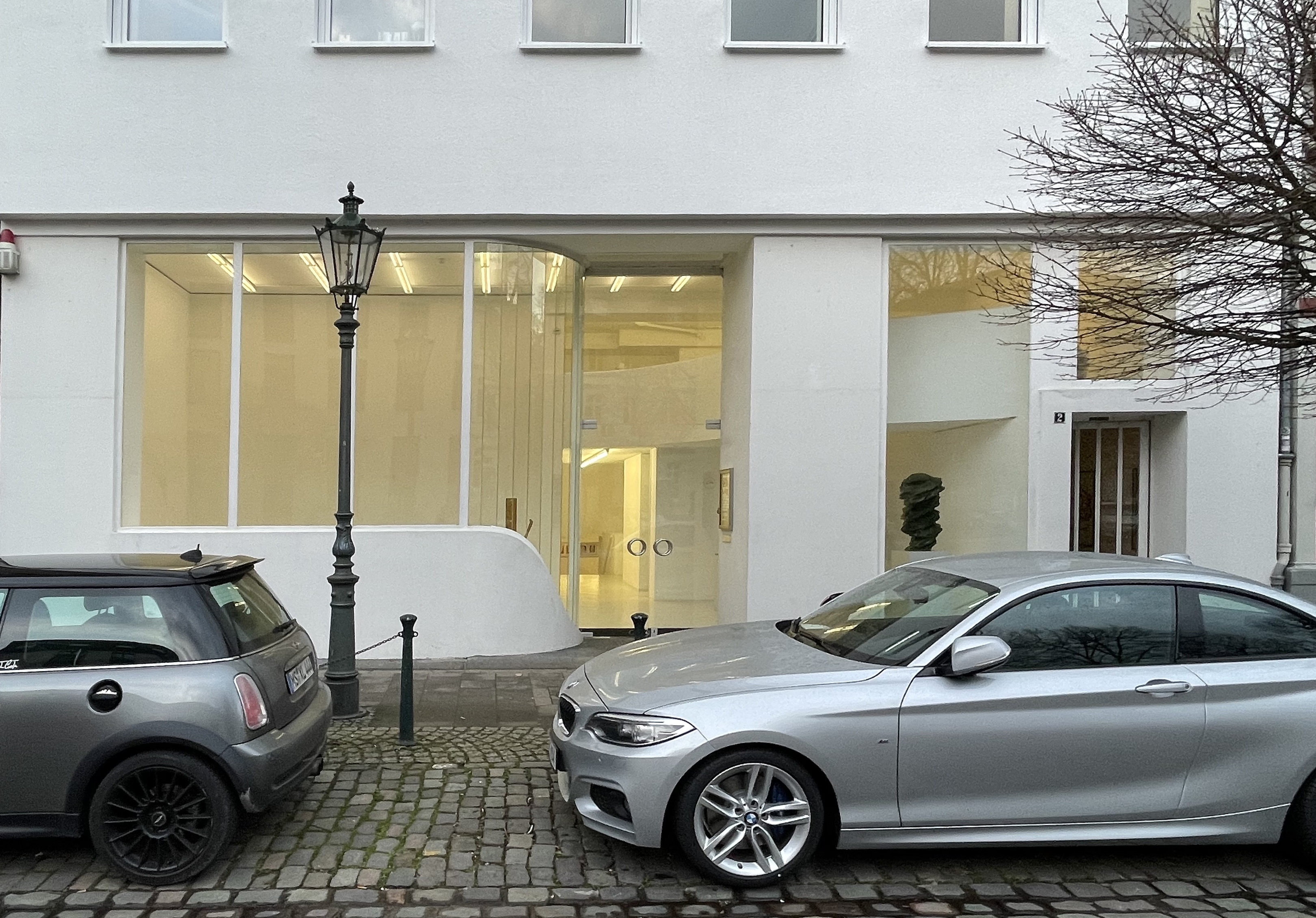
Sies Höke Galerie, vormals Galerie Schoeller, Poststraße 2, Düsseldorf-Carlstadt (2024)

Hubertus Schoeller, Sohn von Christa Schoeller und dem Industriellen Kurt Schoeller, ist ein Spross des Dürener Zweigs der rheinischen Unternehmerfamilie Schoeller. Schoeller zeigte schon in der Schulzeit ein starkes Interesse für moderne Kunst und entwickelte den Gedanken an eine Tätigkeit als Galerist, war aber auch als wahrscheinlicher Nachfolger für die Leitung der elterlichen Firma für Drahtgewebe und Siebtechnik vorgesehen. Nach dem Abitur am Stiftischen Gymnasium absolvierte er zunächst eine kaufmännische Lehre und studierte danach von 1964 bis 1969 in Berlin Betriebswirtschaftslehre und Kunstgeschichte. Auch nach einer weiteren Ausbildung bei einem Steuerberater und einigen Auslandsaufenthalten, unter anderem als Volontär in einer Londoner Galerie, hatte er noch keine Entscheidung über seinen beruflichen Lebensweg getroffen und trat zunächst 1972 in die elterliche Firma ein. 1974 entschied er sich dann endgültig für eine Tätigkeit als Galerist.
Er beteiligte sich 1974 an der 1969 gegründeten Galerie Wendtorf & Swetec in der Bilker Straße in Düsseldorf-Carlstadt, die er ein Jahr später übernahm. Diese zog nach dem Umbau in die Poststrasse 2–3, die fortan die weiße Galerie genannt wurde, da sie einschließlich der Böden völlig weiß war. Eine der Schwerpunkte war die  von 1958 bis 1966 bestehende Düsseldorfer Künstlergruppe ZERO im Bereich der „konkreten“ oder „konstruktiven“ Kunst.
Schoeller arbeitete unter anderem mit den Künstlern Antonio Calderara, Carlos Cruz-Diez, Günter Fruhtrunk, Jiří Kolář, Richard Paul Lohse, Adolf Luther, Heinz Mack, Otto Piene, George Rickey, Peter Royen, Klaus Staudt und Ludwig Wilding zusammen und blieb während seiner gesamten Tätigkeit der Kunstrichtung der Konkreten Kunst und ihren Teil- und Nachbargebieten (Kinetische Kunst, Op-Art, Visuelle Poesie) treu. Während seiner jahrzehntelangen Tätigkeit baute er eine private Sammlung aus Werken der von ihm vertretenen Künstler auf.
Zum Ende des Jahres 2002 schloss Schoeller seine Galerie – abgesehen von einer Abschlussausstellung im August 2003. Das Archiv seiner Galerie gab er in das Zentralarchiv des internationalen Kunsthandels in Köln. Schoeller brachte einen Teil seiner privaten Sammlung, ergänzt um Zustiftungen von Werken seiner Künstler, in die neu gegründete Hubertus-Schoeller-Stiftung ein. Die Stiftung ist am Leopold-Hoesch-Museum in seiner Heimatstadt Düren angesiedelt, wo sie seitdem dem Museum zusammen mit weiteren Stücken aus Schoellers Privatsammlung dauerhaft zur Verfügung steht. Von April bis Juni 2004 fand dort die erste Ausstellung des Bestandes statt; der Katalog listete 116 Werke von 51 Künstlern auf. Schoeller ist den Künstlern der Gruppe ZERO bzw. dem Erbe der Gruppe als Mitglied des Board of Trustees der ZERO foundation weiterhin verbunden.